# Anika Kniest
Anika Kniest (ur. 9 maja 1987 w Dreźnie) – niemiecka wioślarka.

## Osiągnięcia
- Mistrzostwa Świata Juniorów – Banyoles 2004 – ósemka – 4. miejsce[1].
- Mistrzostwa Świata Juniorów – Brandenburg 2005 – ósemka – 1. miejsce[1].
- Mistrzostwa Świata U-23 – Hazewinkel 2006 – ósemka – 3. miejsce[1].
- Mistrzostwa Świata U-23 – Glasgow 2007 – ósemka – 2. miejsce[1].
- Mistrzostwa Świata – Poznań 2009 – ósemka – 4. miejsce[1].
- Mistrzostwa Europy – Montemor-o-Velho 2010 – ósemka – 3. miejsce[1].